# Trzyszcz polny
Trzyszcz polny (Cicindela campestris) – pospolity w całej Polsce owad z rzędu chrząszczy. Długość 12–16 mm. Owad barwy zielonej w białe plamy, od spodu niebieskawy, nogi i boki tułowia czerwonawe. Pojawia się wczesną wiosną, głównie na polanach i drogach leśnych. Wbrew swej nazwie rzadko występuje na polach. Trzyszcz polny jest chrząszczem drapieżnym, polifagicznym. 